# Trottoarastronomi

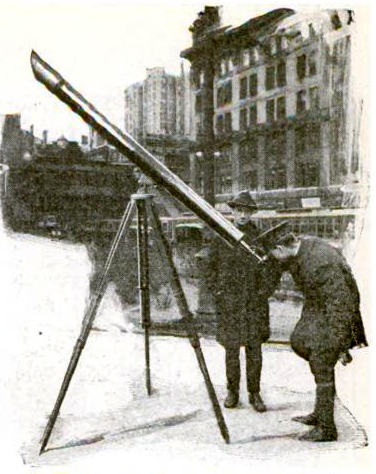
Trottoarastronomi i New York (1921).

Trottoarastronomi innebär att sätta upp ett teleskop i ett urbant sammanhang, antingen för att tjäna pengar eller ickevinstdrivande, som underhållning och/eller som utbildning för allmänheten.
En astronom som propagerade för denna form av stjärnskådning var John Dobson. Dobson konstruerade bland annat ett teleskop för detta ändamål som kallas för dobsonteleskopet, för att visa allmänheten astronomi på nära håll. Kärnan i trottoarastronomin sägs vara njutningen i att visa människor det universum som vi lever i. 1968 grundades organisationen Sidewalk Astronomers som ett samlingsforum för människor med samma intresse som John Dobson.
Trottoarastronomi utövas främst i USA men det finns även viss aktivitet i Sverige. Svensk amatörastronomisk förening (SAAF) uppmanar fler amatörastronomer i Sverige att utöva trottoarastronomi för att sprida intresset för universum.
I januari 2009 sände Sveriges Television en dokumentär kallad Trottoar-Astronomen som visar amatörastronomen John Dobson och hans arbete med att upplysa människor om kosmos.